# Lista de ilhas do Espírito Santo
Lista de ilhas do estado do Espírito Santo, Brasil.

## Vitória
- Ilha de Vitória
- Ilha de Trindade
- Martin Vaz
- Ilha do Socó
- Ilha do Frade
- Ilha do Boi
- Ilha Rasa
- Ilha da Galheta de Dentro
- Ilha da Galheta de Fora
- Ilha dos Práticos
- Ilha dos Itaitis
- Ilha dos Igarapés
- Ilha de Maria Cotoré
- Ilha das Cobras
- Ilha das Pombas
- Ilha da Fumaça
- Ilha do Urubu
- Ilha das Tendas
- Ilha do Príncipe
- Ilha do Cal
- Ilha da Pólvora
- Pedra dos Ovos
- Pedra da Baleia
- Ilha dos Itaitis
- Ilha dos Igarapés
- Ilha das Andorinhas
- Ilha do Fato
- Ilha dos Índios
- Ilha do Chrisógono (Santa Cruz)
- Ilha do Paraíso
- Ilha da Baleia (Cavalo)
- Ilha do Meio
- Ilha do Campinho
- Ilha do Apicum (Lameirão)
- Ilha Guruçá
- Ilha Margarida
- Ilha Solteira
- Ilha Grande (Delta do Rio Santa Maria)
- Ilha de Santa Maria
- Ilha de Monte Belo
- Ilha do Boi
- Ilha do Papagaio
- Ilha do Sururu
- Ilha do Bode
- Ilha da Rainha
- Ilha da Palha (Madeira)
- Ilha das Caieiras
- Ilha do Caju
- Ilha Wetzel
- Ilha Rabello
- Ilha do Cercado
- Ilha da Forca
- Ilha Cinzenta
- Ilha Gonçalves Martins
- Ilha do Sagui

## São Mateus
- Ilha de Guriri
- Ilha de Campo Grande

## Vila Velha
- Ilha da Baleia
- Ilha do Tatu
- Ilha dos Pacotes
- Ilha das Garças
- Ilha de Itatiaia

## Guarapari
- Ilha de Francisco Vaz
- Ilha de Cambaião
- Ilha de Guanchumbas
- Ilha Leste-oeste
- Ilha de Quitongo
- Ilha de Toaninha
- Ilha de Guararema
- Ilha de Alcabira
- Ilha da Pedra dos Patos
- Ilha Escalvada
- Três Ilhas

## Anchieta
- Ilha do Atol

## Piúma
- Ilha dos Padres
- Ilha dos Cabritos
- Ilha da Raposa
- Ilha do Gambá

## Itapemirim
- Ilha dos Franceses

## Linhares
- Ilha do Imperador